# Terebra colombiensis
Terebra colombiensis is een slakkensoort uit de familie van de Terebridae. De wetenschappelijke naam van de soort is voor het eerst geldig gepubliceerd in 2006 door Simone & Gracia.